# Aporophyla semiconfluens
Aporophyla semiconfluens là một loài bướm đêm trong họ Noctuidae.